# Ilija Spasojević
Ilija Spasojević (Antivari, 11 settembre 1987) è un calciatore montenegrino naturalizzato indonesiano, attaccante del Bhayangkara.

## Carriera

### Nazionale
Ha esordito nella nazionale montenegrina Under-21 il 16 novembre 2007 contro l'Irlanda (1-0).
Ha poi optato di giocare per la nazionale indonesiana, esordendo nel novembre del 2017

## Palmarès

### Club

#### Competizioni nazionali
- Campionato georgiano: 1

Dinamo Tbilisi: 2007-2008
- Supercoppa di Georgia: 1

Dinamo Tbilisi: 2008
- Coppa di Georgia: 1

Dinamo Tbilisi: 2008-2009
- Campionato indonesiano: 1

Bali United: 2019